# Johann Jacob Bach
Johann Jacob Bach (oder Johann Jakob) (getauft 11. Februarjul. / 21. Februar 1682greg. in Eisenach; † 16. Apriljul. / 27. April 1722greg. in Stockholm) war ein deutscher Musiker und älterer Bruder von Johann Sebastian Bach.

## Leben
Johann Jacob Bach wurde als das zweitjüngste Kind von Johann Ambrosius Bach, der als Stadtpfeifer und Hofmusiker in Eisenach tätig war, und dessen erster Frau Elisabeth geboren. Er besuchte wie auch seine Brüder die Lateinschule in seiner Geburtsstadt. Seine Eltern starben kurz hintereinander in den Jahren 1694 und 1695, so dass er mit 13 Jahren zum Vollwaisen wurde. Die weitere Erziehung der beiden jüngsten Kinder, Johann Jacob und Johann Sebastian wurde durch den älteren Bruder Johann Christoph Bach, der als Organist an der Ohrdrufer Michaeliskirche tätig war, übernommen. Dessen Einkommen als Organist reichte jedoch nicht, um neben seiner wachsenden Familie auch die Ausbildung seiner beiden jüngeren Brüder zu finanzieren, so dass diese gezwungen waren, mit zum Familienunterhalt beizutragen. Das mag ein Grund dafür gewesen sein, dass sich Johann Jacob (im Gegensatz zu seinem Bruder Johann Sebastian) im Alter von 14 Jahren dazu entschied, die Schulausbildung zu beenden und eine Musikerlehre bei Johann Heinrich Halle (1661–1728), dem Nachfolger seines Vaters in Eisenach, zu beginnen. Im Jahr 1704 entschloss sich Johann Jacob als Oboist in die Dienste, d. h. in die Hofkapelle König Karls XII. von Schweden zu treten. Diese Möglichkeit bot sich, da Karl XII. mit seinen Armeen im Laufe des Großen Nordischen Krieges in Polen bis nach Sachsen vorgedrungen war. Es gibt Vermutungen, dass sich das von Johann Sebastian Bach komponierte Capriccio sopra la lontananza de il fratro dilettissimo in B-Dur (BWV 992) auf die Abreise seines Bruders Richtung Polen bezieht, jedoch ist dies nicht belegt, es könnte auch anlässlich des Abschieds von Johann Sebastians Schulfreund Georg Erdmann entstanden sein.
Fortan begleitete Johann Jacob den schwedischen König mit seiner Kapelle auf dessen Feldzügen durch Nord- und Osteuropa. Als sich das schwedische Kriegsglück wendete und die Schweden in der Schlacht bei Poltawa 1709 in der Ukraine eine vernichtende Niederlage erlitten, floh Johann Jacob ebenso wie der schwedische König nach Konstantinopel an den Osmanischen Hof. Dort kam er in Kontakt mit dem französischen Musiker Pierre-Gabriel Buffardin. Im Jahr 1713 gelangte er wie auch König Karl XII. auf Umwegen nach Stockholm. Am 31. Mai 1715 heiratete er Susanna Maria Gast, die allerdings schon nach wenigen Ehejahren 1719 verstarb und die am 30. Juni 1718 in Stockholm geborene Tochter Mariana hinterließ. Bei der Belagerung von Frederikshald starb Karl XII. in Norwegen, Thronfolger waren seine Schwester Ulrika Eleonore und ihr Mann Friedrich von Hessen-Cassel, der 1721 im Frieden von Nystad die bisherige schwedische Großmachtstellung mit entsprechend repräsentativer Hofhaltung verlor. Die von Johann Jacob am 15. Oktober 1721 geschlossene Ehe mit seiner zweiten schwedischen Frau Ingeborg Magdalena Norell währte nur kurz, da er schon im Alter von 40 Jahren in Stockholm starb.